# Xu Dongxiang
Xu Dongxiang (en chino: 徐東香; Shaoxing, 15 de enero de 1983) es una deportista china que compitió en remo.
Participó en tres Juegos Olímpicos de Verano, obteniendo una medalla de plata en Londres 2012, en la prueba de doble scull ligero, y el quinto lugar en Atenas 2004 y en Pekín 2008, en la misma prueba. Ganó una medalla de oro en el Campeonato Mundial de Remo de 2006.

## Palmarés internacional
| Juegos Olímpicos   | Juegos Olímpicos      | Juegos Olímpicos | Juegos Olímpicos   |
| Año                | Lugar                 | Medalla          | Prueba             |
| ------------------ | --------------------- | ---------------- | ------------------ |
| 2012               | Londres (Reino Unido) | Medalla de plata | Doble scull ligero |
| Campeonato Mundial |                       |                  |                    |
| Año                | Lugar                 | Medalla          | Prueba             |
| 2006               | Eton (Reino Unido)    | Medalla de oro   | Doble scull ligero |